# Amyosoma flavistigma
Amyosoma flavistigma är en stekelart som beskrevs av Van Achterberg 1996. Amyosoma flavistigma ingår i släktet Amyosoma och familjen bracksteklar. Inga underarter finns listade i Catalogue of Life.